# Baker megye (Oregon)
Baker megye az Amerikai Egyesült Államokban, azon belül Oregon államban található. Megyeszékhelye és legnagyobb városa Baker City. Lakosainak száma 16 668 fő (2020. április 1.).

## Szomszédos megyék
- Union megye (észak)
- Wallowa megye (északkelet)
- Adams megye (kelet)
- Washington megye (délkelet)
- Malheur megye (dél)
- Grant megye (nyugat)

## Népesség
A megye népességének változása:
| Lakosok száma | 16 089 | 16 028 | 15 914 | 16 018 | 16 005 | 16 668 |
|               | 2010   | 2011   | 2012   | 2013   | 2015   | 2020   |